# Skippenite
La skippenite è un minerale.